# Jonnu Smith
Jonnu Andre Smith (Filadelfia, 22 agosto 1995) è un giocatore di football americano statunitense che milita nel ruolo di tight end per i Pittsburgh Steelers della National Football League (NFL).

## Carriera

### Tennessee Titans

#### Stagione 2017
I Tennessee Titans scelsero Smith nel corso del terzo giro (100º assoluto) del Draft NFL 2017,  il sesto tight end selezionato. Fu il settimo giocatore chiamato nella storia di Florida International e il terzo selezionato più in ato. I Titans scelsero Smith per colmare il vuoto dopo la partenza di  Anthony Fasano come free agent.
Il 17 maggio 2017 Smith firmò un contratto quadriennale del valore di 3,10 milioni di dollari.
Nel corso del training camp, Smith competé con i veteran Jace Amaro e  Phillip Supernaw per essere il secondo tight end della squadra dietro a Delanie Walker.
Smith debuttò nella NFL partendo come titolare nella sconfitta per 26–16 contro gli Oakland Raiders. Nella partita successive ricevette 2 passaggi per 30 yard e segnò un touchdown su passaggio di Marcus Mariota nel quarto periodo, nella vittoria per 37–16 sui Jacksonville Jaguars. Nella settimana 3 contro i Seattle Seahawks, Smith segnò un touchdown da 24 yard nel terzo periodo nella vittoria per 33–27. Nella settimana 5 contro i Miami Dolphins ricevette un massimo stagionale di 5 passaggi per 21 yard nella sconfitta esterna per 16-10.
Smith chiuse la sua stagione da rookie con 18 ricezioni per 157 yard e 2 touchdown.
I Titans chiusero secondi nella AFC South con un record di 9–7, qualificandosi ai playoff come wild card. Nel primo turno i Titans affrontarono i Kansas City Chiefs. Smith ricevette 2 passaggi per 15 yard. Nel divisional round dei playoff contro i New England Patriots Smith ricevette 4 passaggi prima di infortunarsi al legamento mediale collaterale nella sconfitta per 35–14.

#### Stagione 2018

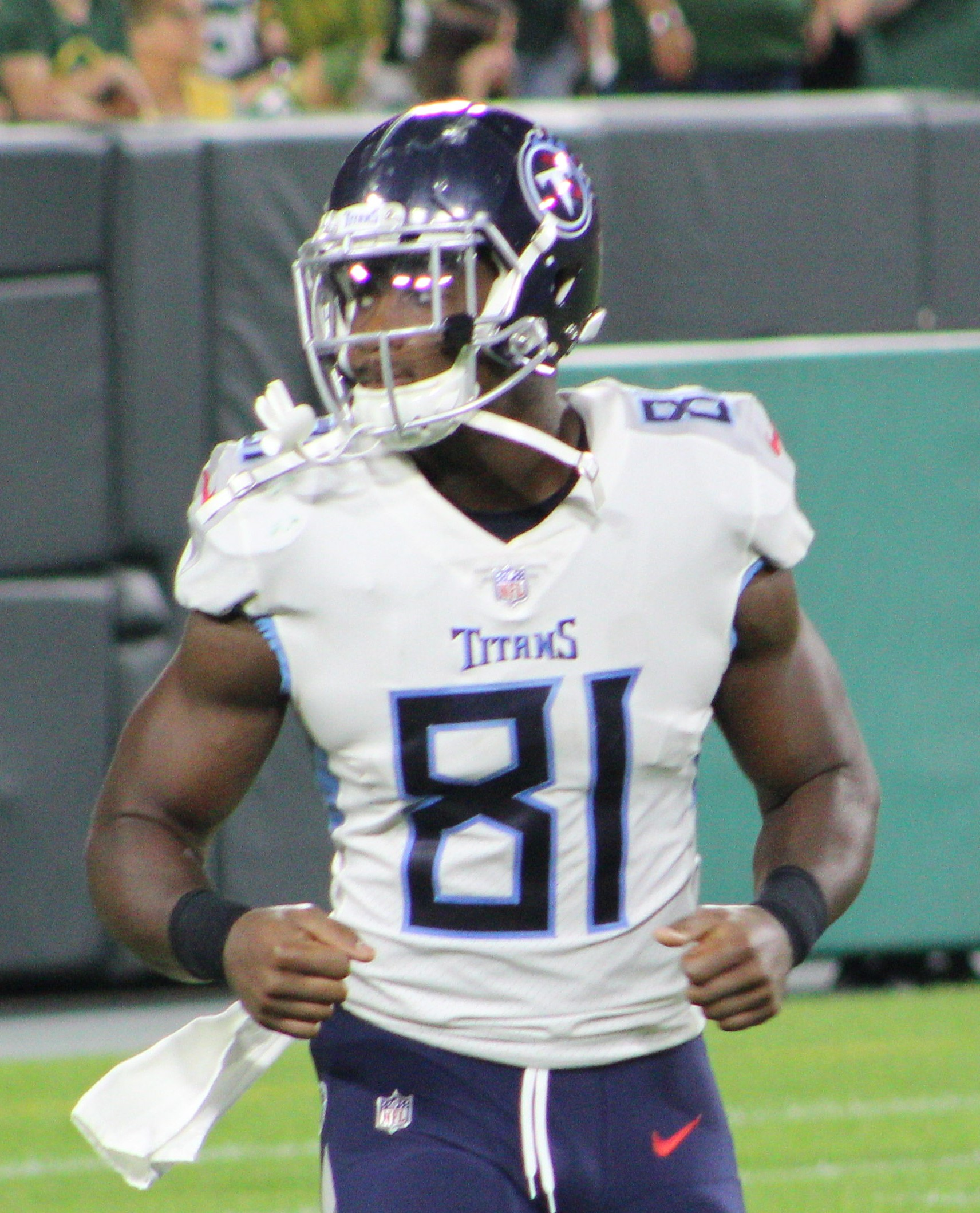
Smith nel 2018

Smith fu nominato primo tight end dei Titans dopo che Walker si slogò una spalla nel debutto stagionale contro i Dolphins. Smith inizialmente faticò a non far rimpiangere Delanie Walker ma segnò il primo touchdown in stagione su passaggio di Mariota nella settimana 9 contro i Dallas Cowboys  nella vittoria esterna per 28–14. Nella gara successive contro i Patriots, Smith ricevette 4 passaggi per 45 yard e un touchdown nella vittoria per 34–10. Due settimane dopo ricevette un passaggio da touchdown da 61 yard nella sconfitta contro gli Houston Texans per 34–17. Tuttavia nella settimana 14 subì un infortunio al legamento mediale collaterale che lo costrinse a chiudere la stagione.
Smith chiuse la stagione 2018 con 20 ricezioni per 258 yard e 3 touchdown in 13 gare. Senza Smith, i Titans conclusero con un bilancio di 9–7, mancando di poco i playoff.

#### Stagione 2019

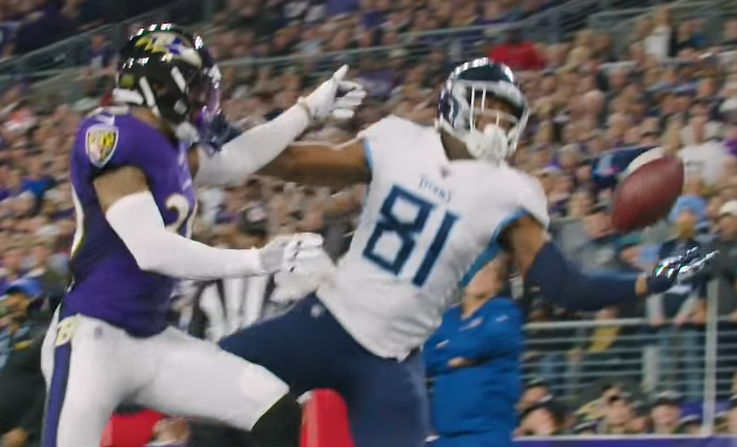
Smith mentre segna un touchdown nei playoff contro I Baltimore Ravens

Smith fece ritorno in campo nel primo turno della stagione 2019 contro i Cleveland Browns, ricevendo un passaggio da 7 yard. Nella settimana 5 contro i Buffalo Bills ricevette un passaggio da 57 yard nella sconfitta per 14–7. Due settimane dopo contro i Los Angeles Chargers ricevette 3 passaggi per 64 yard nella vittoria per 23–20. La gara successiva contro i Tampa Bay Buccaneers ricevette 6 passaggi per 78 yard e il primo touchdown stagionale da Ryan Tannehill. Nella settimana 14 contro i Raiders, Smith ricevette 3 passaggi per 29 yard e un touchdown nella vittoria per 42–21. La gara successive contro i Texans ricevette 5 passaggi per 60 yard ed ebbe una corsa da 57 yard nella sconfitta per 24–21. Continuò il suo momento positivo contro i Saints, ricevendo 3 passaggi per 63 yard e un touchdown nella sconfitta per 38–28.
Smith finì la stagione 2019 con i nuovi primate personali in ricezioni (35) e yard ricevute (419), oltre a tre marcature.
I Titans chiusero secondi nella AFC South con un bilancio di 9-7, qualificandosi ai playoff come wild card. Nel divisional round contro I Baltimore Ravens, Smith ricevette un touchdown a una mano nel primo quarto della vittoria esterna per 28–12.

#### Stagione 2020
Dopo avere segnato nel primo turno contro i Denver Broncos, Smith ebbe 4 ricezioni per 84 yard e 2 touchdown nella vittoria per 33–30 sui Jacksonville Jaguars della settimana 2.
Nella settimana 5 contro I Bills Smith ebbe 5 ricezioni per 40 yard e 2 touchdown nella vittoria per 42–16. Nella settimana 10 contro gli Indianapolis Colts segnò il suo primo touchdown su corsa nella sconfitta per 34–17. Chiuse il 2020 con 41 ricezioni per 448 yard e 8 touchdown in 15 presenze.

### New England Patriots
Il 19 marzo 2021 Smith firmò con i New England Patriots un contratto quadriennale del valore di 50 milioni di dollari. Chiuse la prima annata con la nuova squadra con 28 ricezioni per 294 yard e un touchdown.
Smith iniziò la stagione 2022 come secondo tight end nelle gerarchie della squadra dietro a Hunter Henry. Chiuse con 27 ricezioni per 245 yard.

### Atlanta Falcons
Il 15 marzo 2023 Smith fu scambiato con gli Atlanta Falcons per una scelta del settimo giro del Draft NFL 2023. Nell’unica stagione con la squadra ebbe un nuovo primato personale di 50 ricezioni per 582 yard e 3 touchdown.
Il 27 febbraio 2024 Smith fu svincolato dai Falcons.

### Miami Dolphins
L'8 marzo 2024 Smith firmò un contratto biennale con i Miami Dolphins. Nell'undicesimo turno segnò un touchdown su una ricezione da 57 yard nel quarto periodo che sigillò la vittoria contro i Raiders. La sua partita si chiuse con un massimo stagionale di 101 yard ricevute e due marcature. Nella settimana 14, dopo non avere ricevuto alcun passaggio nei tempi regolamentari, fu decisivo nei tempi supplementari, dove ricevette 3 passaggi per 44 yard, incluso il touchdown nella vittoria sui New York Jets.

### Pittsburgh Steelers
Il 30 giugno 2025 Smith fu scambiato con i Pittsburgh Steelers.